# 作战啦！茶室总动员
《作战啦！茶室总动员》（英文：Fight Lah! Kopitiam）是一部2020年馬來西亞贺岁喜剧片。本片讲述一家咖啡店茶餐室，为了避免被财团收购，必须在一场拳击赛擂台上赢得胜利，以保住家业和白咖啡秘诀的搞笑故事。
本片主演包括林德荣，尹汇雰，吕锐，李世平，赖宇涵，叶良财，蔡常勇，韩晓嗳，于2020年1月30日初六在大马上映。
本片由赖健雄执导，本片是2020年马来西亚四部贺岁本地电影的其中一部，其他三部分别是《新年泰疯狂》、《大财神》和《财神2020》。本片的歌曲有主题曲《作战吧！》和插曲《Maybe Maybe》。

## 剧情简介
传统咖啡店“有山水茶室”的白咖啡非常出名，开业多年来高朋满座。但是创办人宝强患上老人痴呆症后，白咖啡的秘诀就失传，茶室生意每况越下。接班人宝强的儿子，宝力金（林德荣 饰演）和妻子使出百般发计，还是无法改变现状。不料，茶室还惨遭被收购的命运。发展商Tao（吕锐 饰演）打算收购茶室所在的地段，同时是职业拳击手的Tao竟然点名挑战宝力金。只要宝力金能在和他对垒的拳击赛中胜出，那收购的事就一笔勾销。宝力金决定参加，一决高下，他能不能赢得比赛，保住老父一手创办的茶室？

## 演员列表
- 林德荣
- 尹汇雰
- 吕锐
- 李世平
- Jaspers赖宇涵
- 叶良财
- 蔡常勇
- 韩晓嗳
- 张嘉汶
- 颜子斌
- 丘观妹
- 蔡炜祥
- 林盛斌

## 发行
本片于马来西亚取景，本地电台MY FM和GoXuan为媒体伙伴。 导演赖健雄的上一部执导作品为2014年马来西亚电影《大舞狮关圣宫》。本片的主题曲是《作战吧》，由剧中演员合唱；插曲《Maybe Maybe》由常勇和韩晓嗳演唱。

## 外部連結
- 上映地点和时间表：马来西亚 （页面存档备份，存于）